# Антуноваць
45°29′ пн. ш. 18°41′ сх. д. / 45.49° пн. ш. 18.68° сх. д.
Антуноваць (хорв. Antunovac) — громада і населений пункт в Осієцько-Баранській жупанії Хорватії.

## Населення
Населення громади за даними перепису 2011 року становило 3 703 особи. Населення самого поселення становило 2181 осіб.
Динаміка чисельності населення громади:
Динаміка чисельності населення центру громади:

## Населені пункти
Крім поселення Антуноваць, до громади також входить Івановаць.

## Клімат
Середня річна температура становить 11,08°C, середня максимальна – 25,70°C, а середня мінімальна – -6,30°C. Середня річна кількість опадів – 659 мм.
| Клімат поселення                              | Клімат поселення | Клімат поселення | Клімат поселення | Клімат поселення | Клімат поселення | Клімат поселення | Клімат поселення | Клімат поселення | Клімат поселення | Клімат поселення | Клімат поселення | Клімат поселення | Клімат поселення |
| Показник                                      | Січ.             | Лют.             | Бер.             | Квіт.            | Трав.            | Черв.            | Лип.             | Серп.            | Вер.             | Жовт.            | Лист.            | Груд.            |                  |
| Середній максимум, °C                         | 5,91             | 8,10             | 12,70            | 17,39            | 22,72            | 25,70            | 25,38            | 25,06            | 20,96            | 15,48            | 9,49             | 5,58             |                  |
| Середня температура, °C                       | −0,2             | 2,00             | 6,60             | 11,28            | 16,61            | 19,60            | 21,20            | 20,91            | 16,80            | 11,31            | 5,34             | 1,40             |                  |
| Середній мінімум, °C                          | −6,3             | −4,1             | 0,50             | 5,15             | 10,50            | 13,48            | 17,11            | 16,80            | 12,68            | 7,21             | 1,21             | −2,69            |                  |
| Норма опадів, мм                              | 43               | 37               | 41               | 51               | 60               | 82               | 65               | 62               | 51               | 55               | 62               | 50               |                  |
| Середньомісячна швидкість вітру, м/с          | 2.30             | 2.57             | 2.85             | 2.74             | 2.44             | 2.20             | 2.20             | 2.00             | 2.00             | 2.19             | 2.30             | 2.38             |                  |
| Середньомісячна сонячна радіація, кДж/м²·день | 4251             | 6930             | 10920            | 15539            | 19430            | 21642            | 22206            | 20438            | 14981            | 9465             | 4798             | 3556             |                  |
| --------------------------------------------- | ---------------- | ---------------- | ---------------- | ---------------- | ---------------- | ---------------- | ---------------- | ---------------- | ---------------- | ---------------- | ---------------- | ---------------- | ---------------- |
| Джерело:                                      |                  |                  |                  |                  |                  |                  |                  |                  |                  |                  |                  |                  |                  |